# Josh Atencio
Josh Atencio (Bellevue, 2002. január 31. –) amerikai korosztályos válogatott labdarúgó, a Seattle Sounders középpályása.

## Pályafutása

### Klubcsapatokban
Atencio a Washington állambeli Bellevue városában született. Az ifjúsági pályafutását a Seattle Sounders akadémiájánál kezdte.
2020-ban mutatkozott be a Seattle Sounders észak-amerikai első osztályban szereplő felnőtt keretében. Először a 2020. július 20-ai, Vancouver Whitecaps ellen 3–0-ra megnyert mérkőzés 90. percében, Gustav Svensson cseréjeként lépett pályára. Első gólját 2023. április 9-én, a St. Louis City ellen hazai pályán 3–0-ás győzelemmel zárult találkozón szerezte meg.

### A válogatottban
Atencio az U15-ös és az U17-es korosztályú válogatottakban is képviselte Amerikát.

## Statisztikák
2023. május 21. szerint
| Klub             | Szezon   | Osztály  | Bajnokság | Bajnokság | Kupa  | Kupa | Nemzetközi | Nemzetközi | Összesen | Összesen |
| Klub             | Szezon   | Osztály  | Meccs     | Gól       | Meccs | Gól  | Meccs      | Gól        | Meccs    | Gól      |
| ---------------- | -------- | -------- | --------- | --------- | ----- | ---- | ---------- | ---------- | -------- | -------- |
| Seattle Sounders | 2020     | MLS      | 6         | 0         | 0     | 0    | —          | —          | 6        | 0        |
| Seattle Sounders | 2021     | MLS      | 25        | 0         | 0     | 0    | 2          | 0          | 27       | 0        |
| Seattle Sounders | 2022     | MLS      | 18        | 0         | 1     | 0    | 1          | 0          | 20       | 0        |
| Seattle Sounders | 2023     | MLS      | 9         | 1         | 2     | 0    | —          | —          | 11       | 1        |
| Összesen         | Összesen | Összesen | 58        | 1         | 3     | 0    | 3          | 0          | 64       | 1        |

## Sikerei, díjai
Seattle Sounders
- CONCACAF-bajnokok ligája
  - Győztes (1): 2022